# Belluno
Belluno este un oraș în Italia situat pe cursul lui Piave în regiunea Veneto la 80 km. de Veneția. Belluno este capitala provinciei Belluno și cel mai important oraș din regiunea Dolomiților Italieni.

## Demografie
Belluno - evoluția demografică

|  | Graficele sunt indisponibile din cauza unor probleme tehnice. Mai multe informații se găsesc la Phabricator și la wiki-ul MediaWiki. |

Date: Recensăminte sau birourile de statistică - grafică realizată de Wikipedia

Vezi și: Listă de orașe din Italia
1. ↑  Superficie di Comuni Province e Regioni italiane al 9 ottobre 2011 (în italiană), Istituto Nazionale di Statistica, accesat în 16 martie 2019